# Akbar (Filippine)
Akbar è una municipalità delle Filippine, situata nella Provincia di Basilan, nella Regione Autonoma nel Mindanao Musulmano.
Akbar è formata da 9 baranggay, fino al 22 maggio 2006 facenti parte di Tuburan:
- Caddayan
- Linongan
- Lower Bato-bato
- Mangalut
- Manguso
- Paguengan
- Semut
- Upper Bato-bato
- Upper Sinangkapan